# Weiss (Patriziergeschlecht)

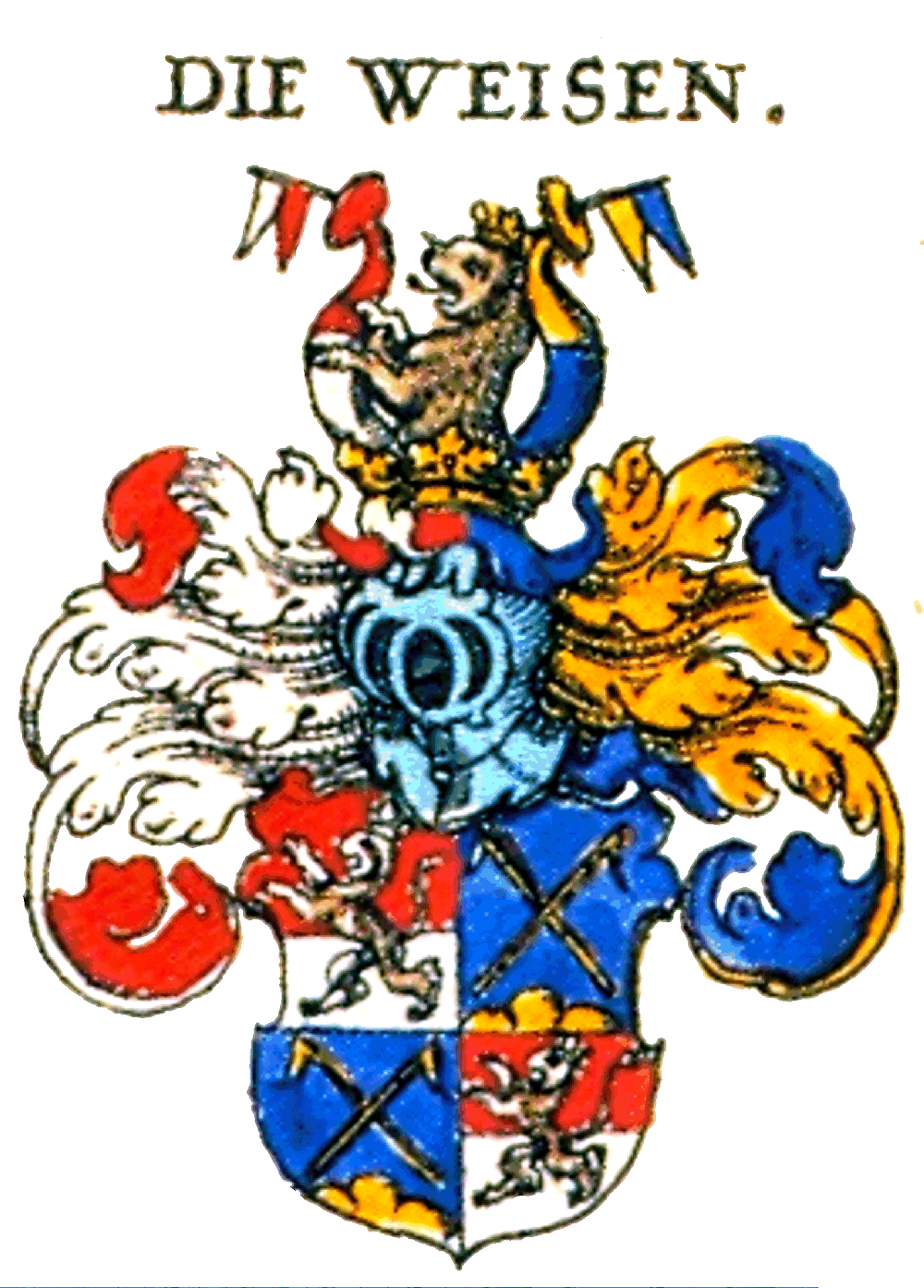
Wappen der Familie Weis(s) in Johann Siebmachers Wappenbuch 1605, Abteilung Augsburgische Ehrbare Geschlechter

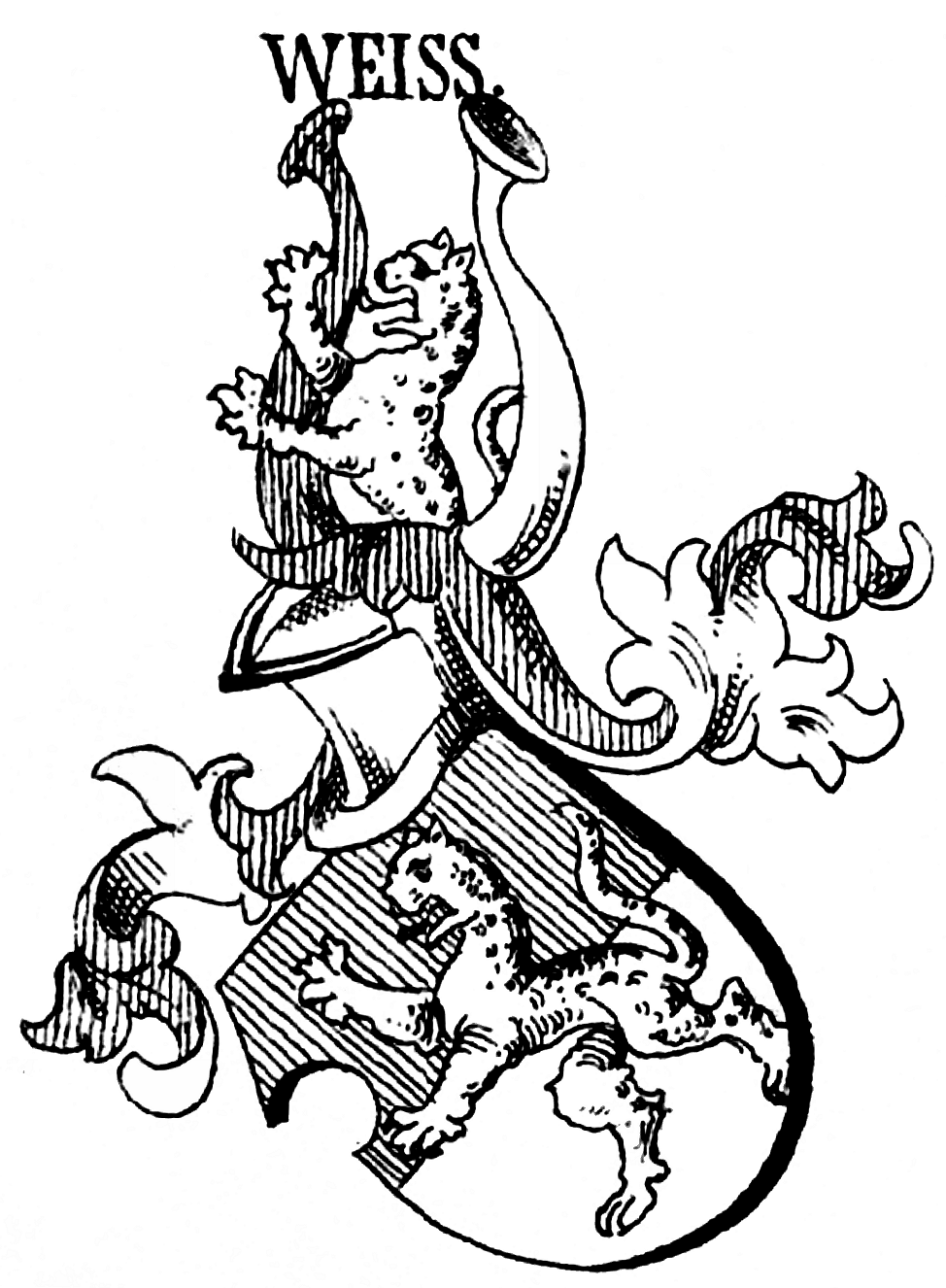
Stammwappen

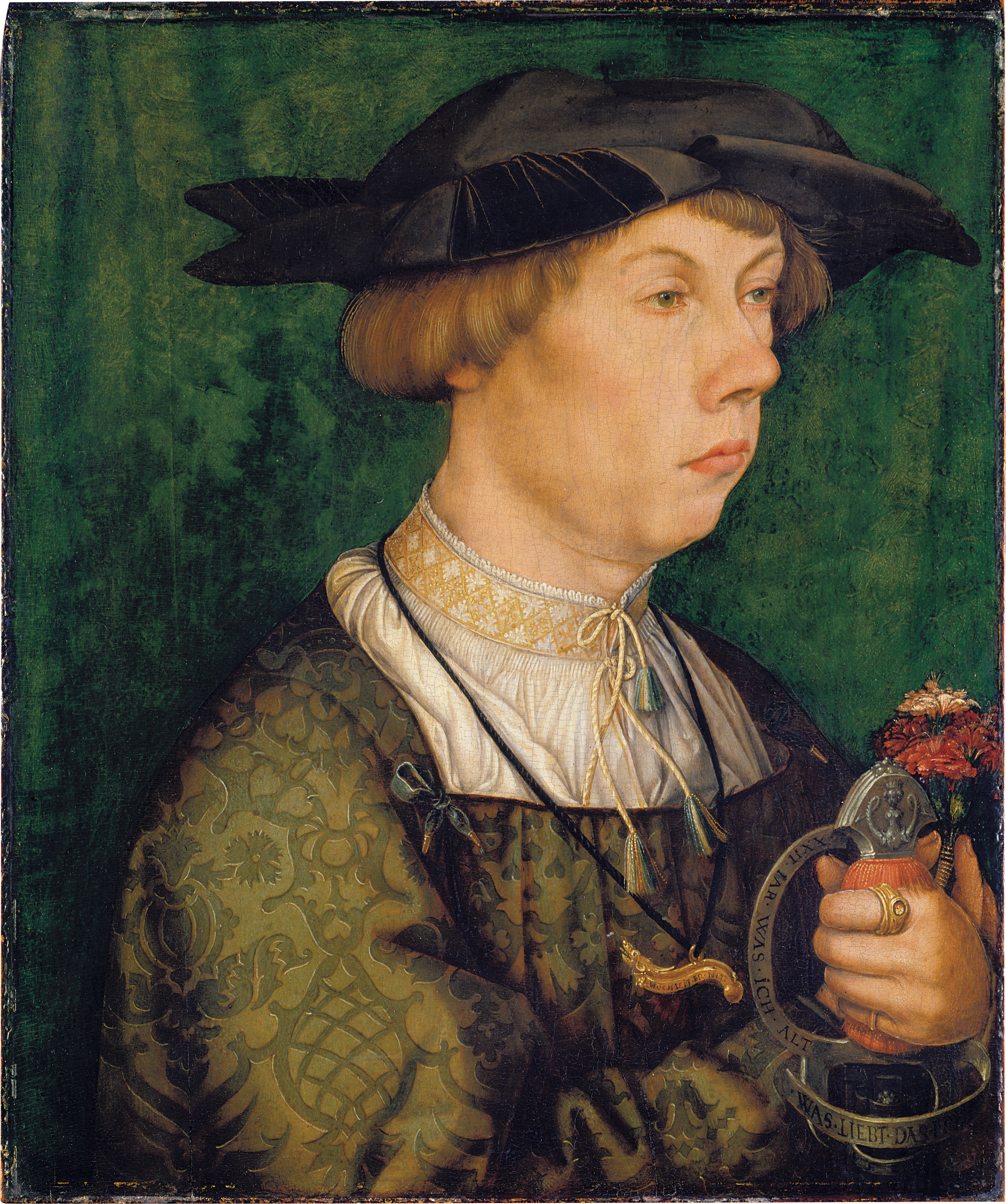
Angehöriger der Familie Weiss von Hans Holbein dem Älteren 1525

Die Weis(s), auch Weiß, waren eine alte Kaufmannsfamilie aus Augsburg, welche in den Adels- und Patrizierstand erhoben wurde und 1701 mit dem Augsburger Stadtpfleger Leonhard Weiss erloschen ist. In der Reichsstadt Nürnberg gehörten die Weiss zu den Genannten. Die Familie ist zu unterscheiden von anderen, nichtverwandten Augsburger Familien dieses Namens, darunter die Weiß mit drei Kronen im Wappen und die Weiss auf Westheim.

## Geschichte

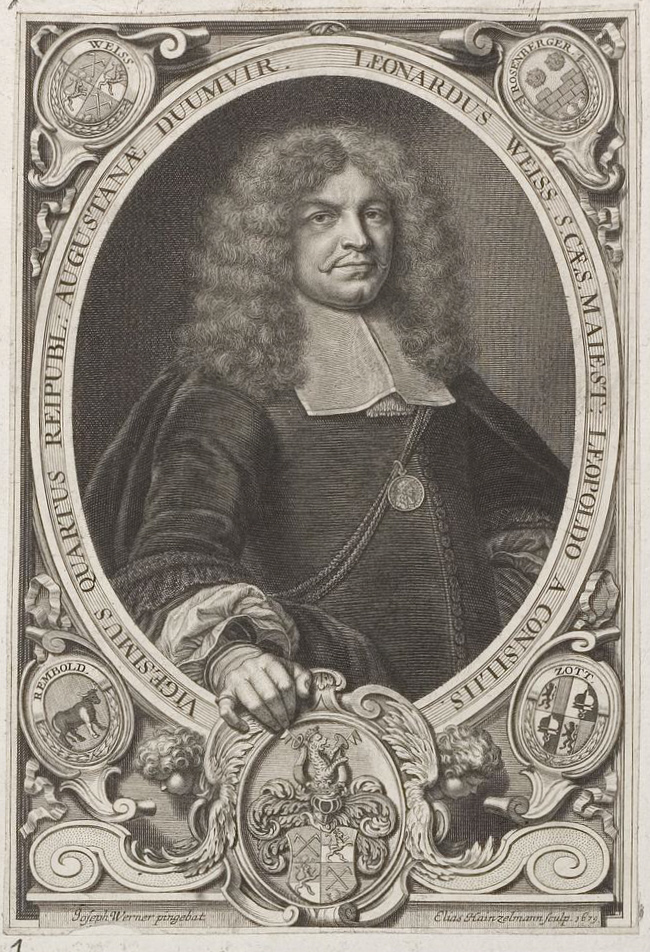
Leonhard Weiss Stadtpfleger von Augsburg und kaiserlicher Rat

Der Augsburger Stadtpfleger Paul von Stetten berichtete von einem Ungarischen Magnaten sowie Ober-, Forst- und Jägermeister Husatoti Tomas dessen Sohn sich in der Reichsstadt Augsburg niederließ und unter die Zunft der Kaufleute begab. Später brachte es sein Enkel Leonhard Weiss (* um 1398) zu Wohlstand und stieg durch seine zweite Heirat mit Ditburg Pfister, eine „Geschlechterin“ (Patriziertochter), in die höhere Gesellschaft auf. 1496 verlieh Kaiser Maximilian I. dem Sohn von Leonhard, Andreas Weiss einen Wappenbrief. Bis zu seinem Tod 1542 saß der Kaufmann Ulrich Weiss im Rat und war Steuermeister. 1510 heiratete er Ursula Imhoff. Am 5. September 1561 erteilte Kaiser Ferdinand I. in Wien den Söhnen des verstorbenen Leonhard Weiss: Hieronymus, Leonhard, David, Tobias, Elias, Jonas und Daniel, sowie den Söhnen des verstorbenen Andreas Weiss: Leonhard und Andreas einen Adelsbrief. Die darin genehmigte Wappenmehrung bezog sich auf die Mutter der erstgenannten Brüder, einer geborenen Volz, die letzte ihres Geschlechts. 1565 war Ludwig Weiss Bürger und Mitglied des Inneren Rates von Wien. 1571 und 1572 waren die Weiss mit größeren Summen Geldes Bürgen für die Unternehmungen der Fugger. 1568 wählte man Leonhard Weiss in den Rat und 1644 Hans Jakob Weiss. Nachdem er zum katholischen Glauben übergetreten war, fungierte Hans Jakob Weiss als Stadtpfleger. Sein Bruder Leonhard Weiss wurde unter der Schwedischen Besatzung Augsburgs 1632 zum Geschlechter erhoben, darauf in den Rat gewählt und Zeugmeister. 1649 erhielt auch sein gleichnamiger Sohn das Patriziat. 1701 starb mit dem Stadtpfleger Leonhard Weiss das Geschlecht aus. Da er selbst ohne Erben war, nahm er die vier Söhne seiner zweiten Frau Barbara geb. Lauber, der Witwe von Georg Christoph Amann, an Kindesstatt an.

## Wappen
- Stammwappen: Von Rot und Silber quergeteilt, im ganzen Schild ein aufspringender, naturfarbener Leopard.[4] Helm: Zwei Büffelhörner, dazwischen der Leopard wachsend. Helmdecken: Rot-silbern.
- Wappen von 1561: Geviert. 1. und 4. das Stammwappen. 2. und 3. In Blau auf einem goldenen Dreiberg, zwei ins Andreaskreuz gelegte goldene Heuriffeln (Wappen der Volz). Gekrönter Helm: Mit zwei Büffelhörnern, die von Blau-Rot und Gold-Blau quergeteilt sind, die Mündlöcher mit je einem goldenen Fähnchen, deren Tücher quergeteilt sind, dazwischen der Leopard wachsend.[1] In Johann Siebmachers Wappenbuch von 1605 ist der Leopard jeweils gekrönt dargestellt.

## Genealogie (Auswahl)
1. Leonhard Weiss (* um 1398), ⚭ 1418 Anna König, ⚭ Ditburg Pfister
  1. Anna Weiss, ⚭ 1440 Mattheus Schellenberg
  2. Andreas Weiss (1426–1505), ⚭ Lucia Strauss
    1. Anna Weiss, ⚭ 1478 Christoph Bissinger
    2. Leonhard Weiss (* 1460), ⚭ 1485 Helena Spön
      1. Magdalena Weiss (* um 1485), ⚭ Franz Wagner
      2. Helena Weiss, ⚭ 1523 Adolf Occo 
        1. Adolf Occo (1524–1606), ⚭ 1554 Anna Maria von Dettighofen, ⚭ 1557 Regina Geyrhos

      3. Leonhard Weiss (1503–1547), ⚭ 1525 Anna Volz
        1. Hieronymus Weiss (1528–1567), ⚭ 1553 Anna Ehem
          1. Hieronymus Weiss, ⚭ 1579 Susanna Kraffter
          2. Hans Jakob Weiss (1559–1593), ⚭ 1585 Sabina Rembold
            1. Leonhard Weiss (1588–1653), ⚭ Maria Salome Thenn; ⚭ 1621 Katharina Rosenberger von Rosenegg
              1. Leonhard Weiss (1626–1701),  ⚭ 1653 Katharina Magdalena Iml, ⚭ 1679 Maria Barbara Lauber[5]

        2. Leonhard Weiss (1529–1572), ⚭ 1556 Afra Merz 
          1. Regina Weiss (1557–1632), ⚭ 1580 Ludwig Jenisch, ⚭ 1611 Carl Rehlinger
          2. Rosina Weiss (1560–1628), ⚭ 1583 Wolfgang Paler
          3. Jakobina Weiss (1565–1620), ⚭ 1590 Wolfgang Sulzer

        3. David Weiss (1531–1593), ⚭ 1563 Maria Stebenhaber
          1. Anna Maria Weiss (1563–1597), 1584 Daniel Oesterreicher

        4. Tobias Weiss (1534–1575), ⚭ 1554 Anna Jagenhofer, ⚭ 1565 Jakobina Manlich
        5. Elias Weiss (1536–1581), ⚭ 1568 Sabina Welser
        6. Daniel Weiss (1540–1596), ⚭ 1575 Babara Rembold, ⚭ 1571 Maria Manlich
        7. Anna Maria Weiss (1543–1573), ⚭ 1566 Conrad Lins, ⚭ 1568 Hieronymus Kraffter
        8. Jonas Weiss (um 1544–1586), ⚭ 1570 Anna Maria Haug
        9. Sabina Weiss (um 1544–1583), ⚭ 1570 Andreas Freer, ⚭ 1574 Anton Lauginger
        10. Sybilla Weiss (1546–1581), ⚭ 1576 Narziss Weiss

    3. Elisabeth Weiss, ⚭ 1484 Heinrich Seldt
    4. Andreas Weiss, ⚭ 1486 Anna Jenisch
    5. Georg Weiss (1466–1521), ⚭ 1492 Clara Strobl
    6. Ulrich Weiss (1468–1542), ⚭ 1510 Ursula Imhoff
    7. Lucia Weiss, ⚭ 1494 Hans Prantmair
    8. Ottilia Weiss, ⚭ 1499 Hans Reitmeier
    9. Apollonia Weiss, ⚭ 1502 Hans Wägelin
    10. Felicitas Weiss, ⚭ 1504 Georg Gag

  3. Dietburg Weiss, ⚭ Christoph Ridler